# Alexeter shakojiensis
Alexeter shakojiensis är en stekelart som beskrevs av Tohru Uchida 1930. Alexeter shakojiensis ingår i släktet Alexeter och familjen brokparasitsteklar. Inga underarter finns listade i Catalogue of Life.